# Antonín Kubát (malíř)
Antonín Kubát (27. srpna 1885 Praha-Ruzyně  – 21. února 1970 Praha-Liboc) byl český akademický malíř, grafik a středoškolský pedagog.

## Život
Antonín Kubát se narodil v Ruzyni. Jeho otec Antonín Kubát byl správcem ruzyňského pivovaru. V letech 1902-1904 studoval na Uměleckoprůmyslové škole u Arnošta Hofbauera a Emanuela Dítěte a v letech 1904-1906 na Akademii výtvarných umění Praze u Vlaho Bukovace a Hanuše Schwaigera. Po absolutoriu ještě pokračoval soukromě ve studiu v grafickém atelieru A.Teschnera. Poté podnikl několik studijních cest do Francie, Itálie, na Balkán a do Švýcarska. Pobýval rovněž ve Vídni a v Paříži. V roce 1913 získal místo profesora kreslení na gymnáziu v Přerově. V roce 1919 se v Brně oženil s Annou Cecílií Mallou. Jeho pobyt v Přerově přerušila jen první světová válka a později ještě čtyři roky vyučoval ve Vídni. Antonín Kubát působil v Přerově až do roku 1970, kdy odešel do penze. Zemřel v témže roce v Liboci u Prahy.

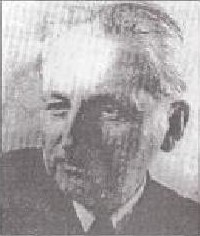
Kubát v pozdním věku

Malíř Kubát maloval na Hané, zvláště v okolí Přerova, zajížděl na Slovensko, Podkarpatskou Rus a do Karlových Varů. Vytvářel též užitou grafiku. Zhotovil mnoho diplomů, plakátů a ex libris. V roce 1929 získal ocenění od Ministerstva školství a národní osvěty a v roce 1942 obdržel čestné uznání Akademie věd a umění v Praze za studie hanáckého folkloru.